# Ясуи, Коно
Коно Ясуи (яп. 保井コノ, 16 февраля 1880 – 24 марта 1971) — японский биолог и цитолог. В 1927 году стала первой японской женщиной, удостоенной докторской степени.

## Биография
Ясуи родилась в префектуре Кагава в 1880 году. Она окончила педагогическое училище префектуры Кагава в 1898 году и научное отделение высшей педагогической школы для женщин в 1902 году. Она преподавала в высшей школе для девочек Гифу и в школе для девочек Канда до 1905 года, пока не была организована аспирантура в высшей педагогической школе для женщин. Ясуи была первой женщиной в аспирантуре с научной специализацией; её интересы были сфокусированы в области зоологии и ботаники. Она опубликовала статью о веберовом аппарате карпа в Zoological Science в 1905 году, став первой японской женщиной, которую опубликовали в научном журнале. Её исследования водного папоротника сальвинии плавающей были опубликованы в Journal of Plant Sciences и в британском журнале Annals of Botany — первая публикация японской женщины в зарубежном журнале. Она окончила аспирантуру в высшей педагогической школе для женщин в 1907 году и стала ассистентом профессора в данной школе.
Когда Ясуи обратилась в Министерство образования Японии с целью продолжения обучения за рубежом, ей было дано разрешение, но при условии, что она укажет «домоводство» наряду с «научными исследованиями» в своём заявлении, и то, что она решила не вступать в брак, вместо этого посвятив себя научной работе. Она ездила в Германию и США в 1914 году и выполняла цитологические исследования в Чикагском университете. В 1915 году она работала в Гарвардском университете, где проводила исследования на каменном угле вместе с профессором Э. Ч. Джеффри. Она вернулась в Японию в 1916 году и продолжила исследования каменного угля в Токийском имперском университете (сейчас Токийский университет) до 1927 года. Там она преподавала генетику с 1918 по 1939 годы, её избрали профессором в Токийской высшей педагогической школе для женщин в 1919 году. Она закончила докторскую диссертацию «Изучение структуры лигнина, бурого угля и каменного угля в Японии» в 1927 году, став первой женщиной в Японии, удостоенной докторской степени в области науки.

В 1929 году Ясуи основала журнал Cytologia. С 1924 года она исследовала генетику различных видов мака, кукурузы и традексканции, а в 1945 году изучала растения, которые были затронуты радиоактивным заражением после атомных бомбардировок Хиросимы и Нагасаки. Когда был учреждён под своим нынешнем названием университет Отяномидзу в 1949 году, Ясуи была назначена в нём профессором. В 1952 году она уволилась, но осталась в звании почётного профессора. К 1957 году она опубликовала в общей сложности 99 научных работ. Ясуи была удостоена медали Почёта с пурпурной лентой в 1955 году и ей присвоили орден Драгоценной короны третьего класса в 1965 году. Она умерла в токийском районе Бункё 24 марта 1971 года.